# Golobok
Golobok (serbocroata cirílico: Голобок) es un pueblo de Serbia perteneciente al municipio de Smederevska Palanka en el distrito de Podunavlje del centro del país.
En 2011 tenía 1981 habitantes. Casi todos los habitantes son étnicamente serbios.
Se conoce la existencia del pueblo en documentos desde los censos de impuestos de 1818-1822, cuando era una pequeña aldea de unas cuarenta casas. En la segunda mitad del siglo XIX, el pueblo creció notablemente mediante la incorporación a su estructura urbana de numerosas casas de campo, por lo que actualmente tiene una estructura dispersa en la cual las calles se mezclan con los cultivos.
Se ubica unos 10 km al noreste de la capital municipal Smederevska Palanka.